# Distretto di Acolla
Il distretto di  Acolla è uno dei trentaquattro distretti della provincia di Jauja, in Perù. Si trova nella regione di Junín e si estende su una superficie di 122,4   chilometri quadrati.